# Odiseea virtuală
Odiseea virtuală (engleză Cyberchase) este un serial de animație difuzat pe PBS Kids. Serialul se concentrează în jurul a trei copii de pe Pământ: Jackie, Matt și Inez, care sunt aduși în Cyberspace, un univers digital, pentru ca să îl protejeze de maleficul Hacker (Christopher Lloyd). Ei îi împiedică schemele lui Hacker prin abilități de rezolvare de probleme în conjuncție cu matematică de bază, știința mediului și starea de bine. În Cyberspace, ei se întâlnesc cu Digit (Gilbert Gottfried pentru primele 13 sezoane, Ron Pardo din sezonul 14), un "cybird" care îi ajută în misiunile lor.
Odiseea virtuală a fost creat de WNET New York și a avut premiera pe PBS Kids pe 21 ianuarie 2002. În 2010, după finalul sezonului 8 finale, Odiseea virtuală a trecut într-un hiatus, dar a revenit în 2013 pentru al nouălea sezon, urmat de al zecelea sezon în 2015, al unsprezecelea sezon pe 23 octombrie 2017, și al doisprecelea sezon pe 19 aprilie 2019.
Un al treisprecezelea sezon a fost anunțat pe 19 octombrie 2020, și a avut premiera pe 25 februarie 2022. Al paisprezecelea sezon a avut premiera pe 21 aprilie 2023. Al cincisprezecelea sezon a avut premiera pe 27 aprilie 2024.
Serialul a fost difuzat în România pe Minimax și KidsCo.

## Personaje
- Jackie
- Inez
- Matt
- Digit
- Hacker
- Placa de bază
- Buzz
- Delete
- Dr. Marbles
- Bianca
- Harry

## Dublajul în limba română
| Caracter     | Voce             |
| ------------ | ---------------- |
| Jackie       | Mirela Corbeanu  |
| Inez         | Anca Sigmirean   |
| Matt         | Richard Balint   |
| Digit        | Sebastian Lupu   |
| Dr. Marbles  | Florin Stan      |
| Mother Board | Ileana Iurciuc   |
| Buzz         | Rin Tripa        |
| Hacker       | Daniel Vulcu     |
| alte voci    | Doru Presecan    |
| alte voci    | Mariana Presecan |
| alte voci    | Ana-Maria Vlad   |
| alte voci    | Ion Ruscuț       |
| alte voci    | Șerban Borda     |
| alte voci    | Alexandru Rusu   |
| alte voci    | Andrian Locovei  |
| alte voci    | Ion Abrudan      |
| alte voci    | Rodica Suplacan  |
| alte voci    | Emil Sauciuc     |
| alte voci    | Doru Fârte       |